# سلیسیتر کل انگلستان و ولز
سلیسیتر کل انگلستان و ولز (به انگلیسی: Solicitor General for England and Wales) یکی از افسران حقوقی دربار در دولت بریتانیا است. سلیسیتر کل معاون وکیل کل است که وظیفه‌اش مشاوره به تاج‌وتخت و کابینه دربارهٔ قانون است. سلیسیتر کل از اختیارات وکیل کل استفاده می‌کند که به موجب بخش ۱ مصوبه افسران حقوقی ۱۹۹۷ به او تفویض شده است. علی‌رغم عنوانش، این سمت  را معمولاً یک وکیل دعاوی به جای یک سلیسیتر انجام می‌دهد.